# Jeff Feagles
Jeffrey Allan Feagles (7 de marzo de 1966) es un jugador retirado de fútbol americano quien jugó en la posición de pateador de despeje en la Liga de Fútbol Americano Nacional (NFL) por veintidós temporadas. Jugó fútbol americano universitario para la Universidad de Miami. Fue originalmente firmado por los Patriotas de Nueva Inglaterra como agente libre en 1988 sin pasar por el draft y al retirarse jugaba para los Gigantes de Nueva York.
Feagles es conocido por utilizar la patada denominada "esquina de ataúd" (Coffin Corner en inglés). Fue seleccionado al tazón de los profesionales en 1995 y 2008 y ganó un anillo de super tazón con los Gigantes en Super Bowl XLII. Feagles, el pateador más duradero en la historia de la NFL, oficialmente anunció su jubilación el 30 de abril de 2010. Feagles studio en el colegio Gerard High School en Phoenix, Arizona donde fue miembro de los equipos de fútbol americano, baloncesto, y béisbol.

## Carrera universitaria
Después de una temporada en el Scottsdale Community College, Feagles jugó fútbol universitario en la Universidad de Miami. Se unió a la Fraternidad Pi Kapa Alfa durante sus estudios de licenciatura. Ganó un campeonato nacional con el equipo de Miami en 1987.
Feagles fue inducido al salón de la fama de la Universidad de Miami en su 40.º banquete anual el miércoles 13 de febrero de 2008 en Miami.

## Carrera profesional

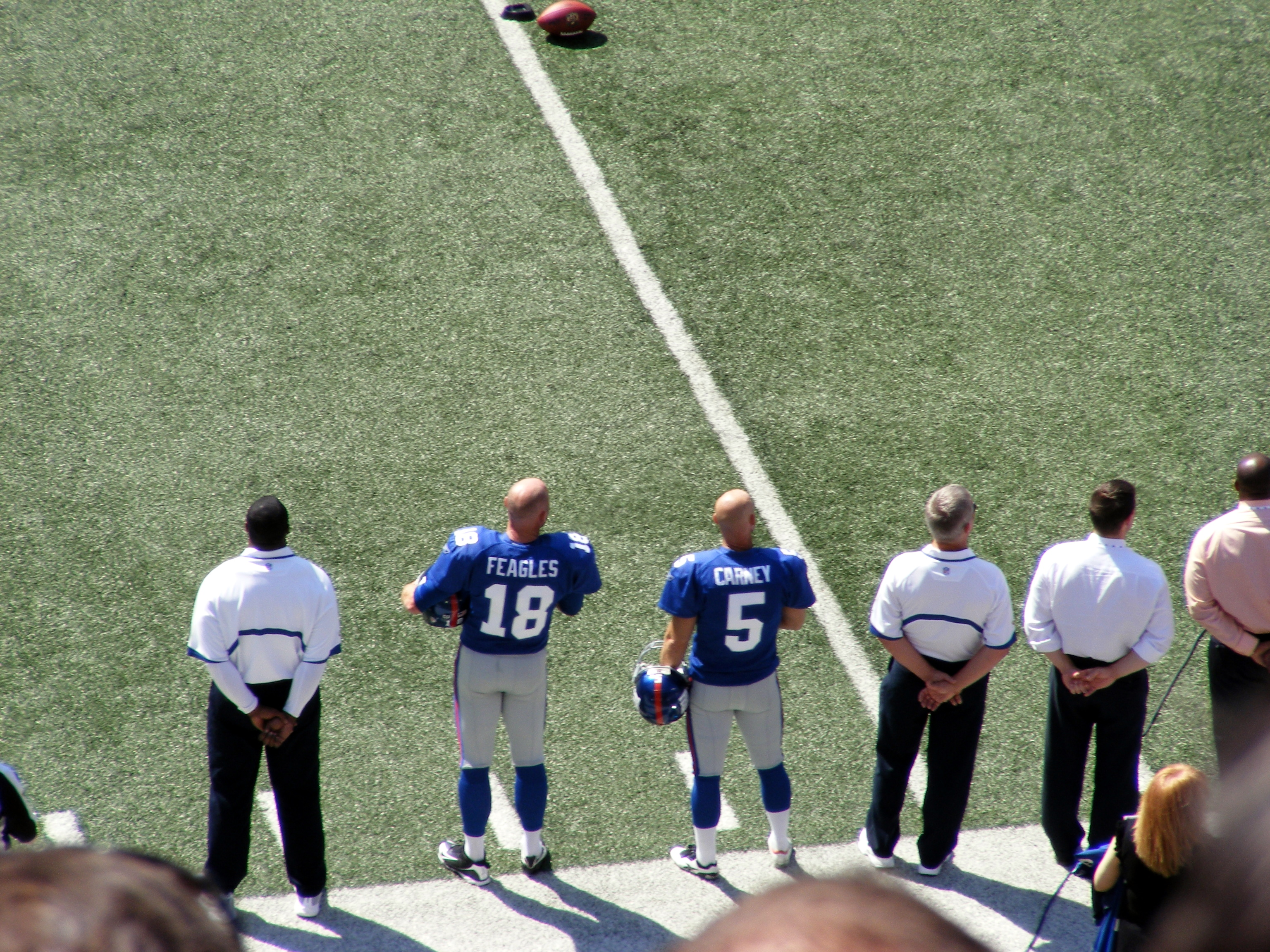
Feagles Con John Carney en 2008; a sus 40s, ambos eran pateadoress de los Gigantes de Nueva York.

En el verano de 2004, durante la segunda temporada de Feagles con los Gigantes de Nueva York, el le ofreció al novato quarterback Eli Manning su #10, el cual era el mismo número que Manning llevó en su tiempo de universitario. En agradecimiento, Feagles y su familia recibieron unas vacaciones con todo pagado a Florida pagado por Manning.
El 2007 marcado Feagles' 20.º NFL estación. Con anterioridad a su afiliación con los Gigantes de Nueva York, juegue para los Patriotas de Inglaterra Nuevos, las Águilas de Filadelfia, los Cardenales de Arizona y la Seattle Seahawks.
Fue miembro de los Gigantes de Nueva York en el Super Bowl XLII cuando derrotaron a los Patriotas de Nueva Inglaterra el 3 de febrero de 2008, el primer Super Bowl en sus 20 años de carrera. Con 41 años, 10 meses y 26 días de edad fue el jugador más viejo en haber jugado en un Super Bowl, hasta que Matt Stover de los Potros rompió el récord en 2010.
Feagles ganó su segunda selección al Pro Bowl en 2008.
El 30 de abril de 2010, después del mini campamento de los Gigantes, Feagles anunció su retiro. El entrenador en jefe de los Gigantes Tom Coughlin dijo sobre la jubilación: "tiene 44 años. Trabajo muy duro por aproximadamente un mes después de la temporada para probarse a sí mismo que puedia seguir haciéndolo y que quería poder hacerlo. Y entonces fue a algunas -- en cuanto fuimos a la etapa fuera de temporada -- de las pruebas físicas que te tiene que pasar para continuar de forma semanal. Tiene un programa único para él, pero está teniendo algunos problemas físicos. Y el ha decidido tratarselos."
Feagles jugó 22 temporadas y jugó en cada juego, 352 juegos en total. Feagles tiene el récord de la NFL de más juegos consecutivos jugados en una carrera. Feagles Acabó tercero de todos los tiempo con más juegos jugados en la hisotira de la NFL, sólo Morten Andersen y Gary Anderson han jugado en más juegos que el.

### Récords
El 27 de noviembre de 2005, Feagles rompió el récord de la NFL de juegos consecutivos con 283. El registro era anteriormente ostentado por Jim Marshall de los Vikingos de Minnesota quien jugaba en la posición de defensivo profundo de 1960 a 1979. Su récord actualmente está en 352.
Feagles tiene los siguientes récords en la NFL:
- Más juegos consecutivos totales: 352[8]
- Más patadas de despeje totales: 1713[8]
- Más patadas de despeje dentro de la yarda 20 totales: 497[8]
- Más yardas totals por patadas de despeje totales: 71 211[8]

## Vida personal
Feagles está casado con Michelle Feagles. Tienen cuatro hijos: Christopher (apodado C.J.), Blake, Trevor y Zachary. Christopher era pateador de despeje para la Universidad de Carolina del Norte en Chapel Hill y jugó en el juego de estrellas de bachillerato del ejército de los EE. UU. en 2008. Blake es pateador de despeje y receptor abierto para el equipo de la Universidad de Connecticut. Trevor es un novato en la Escuela Avon Old Farms, Ct y Zach es novato en la escuela Ridgewood Institute en Ridgewood, NJ.
Feagles actualmente reside en Ridgewood, Nueva Jersey donde se desempeña como agente de bienes raíces tanto residenciales como comerciales para Keller Williams.
Es también miembro del equipo de transmisión por radio para los juegos de los Gigantes de Nueva York como parte del equipo de análisis previo y posterior a los encuentros y es analista de los juegos de los Gigantes para Fox.